# Дьюк, Джеймс Бьюкенен
Джеймс Бьюкенен Дьюк (англ. James Buchanan Duke; 23 декабря 1856 — 10 октября 1925) — американский промышленник, производитель табака и электроэнергии. Известен продвижением на рынок современной сигареты и поддержкой Университета Дьюка.

## Биография
Джеймс Бьюкенен Дьюк, известный под прозвищем Бак, родился 23 декабря 1856 года рядом с Даремом, штат Северная Каролина, в семье промышленника и филантропа Вашингтона Дьюка и его второй жены Артелии Рони Дюк.
Джеймс Бьюкенен был самым младшим в семье: у него было два единокровных брата от первого брака отца: Сидни Тейлор и Броуди Леонидас — и родные сестра Мэри Элизабет и брат Бенджамин Ньютон.

### Деловая карьера

#### Табачный бизнес
Вашингтон Дьюк (1820—1905) владел табачной компанией, контроль над которой его сыновья Джеймс Бьюкенен и Бенджамин Ньютон (1855—1929) получили в 1880-х годах. В 1885 году Джеймс Бьюкенен Дьюк приобрёл лицензию на первую автоматическую машину по изготовлению сигарет, изобретённую Джеймсом Альбертом Бонсаком. К 1890 году Дьюк обеспечивал 40 % американского рынка сигарет, после чего объединил конкурировавшие с ним компании в American Tobacco Company, создав таким образом монополию.
В начале 1900-х Дьюк пытался покорить британский рынок, придерживаясь стратегии, сходной с применённой им в США. Это привело к консолидации британских производителей в единую корпорацию Imperial Tobacco Company of Great Britain and Ireland, Ltd (Imperial Tobacco). После двух лет напряжённого противостояния в Великобритании, Imperial Tobacco начала атаку на американский рынок, вынудив American Tobacco вступить в переговоры. В результате было достигнуто соглашение о разделе сфер влияния: American Tobacco получает американский рынок, Imperial Tobacco оставляет за собой британские территории, а оставшуюся часть мира обеспечивает сигаретами совместная компания British American Tobacco.
В этот период Дьюк периодически подвергался исковым требованиям со стороны деловых партнёров и акционеров. В 1906 году American Tobacco Company была признана виновной в нарушении антитрестовского законодательства и принудительно разделена на четыре компании American Tobacco Company, Liggett and Myers, R.J. Reynolds и P. Lorillard Company.
В 1911 году Верховный суд США вынес решение, прекратившее монополию American Tobacco Company. Компания была разделена на несколько меньших фирм, из которых под контролем Дьюка осталась только British-American Tobacco Company.

#### Текстильный бизнес
В 1892 году Дьюки открыли в Дареме первую текстильную фирму, во главе которой встал Бенджамин Ньютон Дьюк.

#### Энергетический бизнес
На рубеже XIX и XX веков Джеймс Бьюкенен Дьюк основал American Development Company, которая начала скупать земли и права водопользования реки Катауба. В 1904 году он открыл Catawba Power Company, а в следующем году вместе с братом — Southern Power Company, впоследствии переименованной в Duke Power. Компания стала основой энергетической корпорации Duke Energy. Компания поставляла электроэнергию на текстильную фабрику Дьюков и за 20 лет многократно расширилась, доведя общее число обеспечиваемых ей производств до трёх сотен. Duke Power выстроила электрическую сеть, обеспечивавшую энергией города Пидмонта в Северной и Южной Каролине. В 1928 году на западе Северной Каролины появилось водохранилище Лейк-Джеймс, которое обеспечивало выработку электроэнергии и получило имя в честь Джеймса Бьюкенена Дьюка.

## Благотворительность
В декабре 1924 года Дьюк основал Фонд Дьюка, трастовый фонд с капиталом 40 млн долларов (430 млн долларов в 2005 году). Часть средств была передана Тринити-колледжу. Даремский университет по просьбе Дьюка переименовал в Университет Дьюка в честь его отца.

## Личная жизнь
Джеймс Бьюкенен Дьюк был женат дважды. В 1904 году он сочетался браком с Лилиан Флетчер Маккриди. Через два года союз распался. В 1907 году Дьюк женился на вдове Ненелайн Хольт Инмен. 22 ноября 1912 года у них родилась дочь Дорис. Она выросла в Дьюк Фармс в Хиллсборо, штат Нью-Джерси. Этот участок бывших сельскохозяйственных земель площадью 8 км² её отец вместе с ландшафтными архитекторами Джеймсом Лилом Гринлифом и Горацио Бэкингемом превратили в уникальный парк, имевший два зимних сада, девять озёр, 35 фонтанов, 45 зданий, бесчисленное количество скульптур более 2 км каменных оград и более 18 км дорог.
Джеймс Бьюкенен Дьюк умер 10 октября 1925 года в Нью-Йорке и похоронен вместе с отцом и братом в мемориальной часовне часовни Университета Дьюка.
Имя Джеймса Бьюкенена Дьюка получила главная библиотека кампуса Университета Фурмана.

## Завещание
По завещанию Дьюка примерно половина его состояния передавалась в Фонд Дьюка, что увеличило его до 67 млн $ (725 млн $ в 2005 году). В учредительных документах фонда Дьюк особо оговорил, что направляет средства на поддержку Университета Дьюка, Дэвидсон-колледжа, Университета Фурмана, Университета Джонсона Смита, некоммерческих больниц и детских домов Северной и Южной Каролины, а также сельских приходов Методистской церкви Северной Каролины, ушедших на пенсию пасторов и членов их семей.
Оставшаяся часть наследства Дьюка, примерно 100 млн $ (1 млрд $ в 2005 году), перешла к двенадцатилетней дочери Дорис, превратив её в «самую богатую девочку в мире». Также Дорис выдвинула иск против собственной матери за контроль над Дьюк Фармс и выиграла его. Считая, что Дьюк Фармс напоминают её об отце, Дорис Дьюк не стала активно перестраивать территорию, изменив только зимний сад, чтобы создать посвященные отцу Сады Дьюка. В этих садах представлена обширная коллекция скульптур, которая стала доступна для публики в 1964 году. В мае 2008 года доступ к ней был закрыт в связи с превращением[неизвестный термин] Дьюк Фармс в защиты окружающей среды.